# Палаты Хамовного двора
Палаты Хамо́вного двора — здание Хамовной слободы в Москве, построенное в XVII веке. Было реконструировано в 1970-х годах. Является памятником архитектуры и охраняется государством.

## История
Хамовная слобода образовалась в начале XVII века в кварталах современного района Хамовники. По мнению историка Ивана Забелина, её название происходило от индийского слова «хаман» — белое бумажное полотно. По другой версии, слово «хам» означало льняное полотно. Центром слободы был храм Святителя Николая. Её население составляли ткачи-ремесленники, переселённые из деревни Константиновка недалеко от Твери, поэтому первоначально местность называлась Тверской Константиновской слободой. При первом поселении в 1624 году в ней значилось всего несколько дворов, в 1638 году — 38 дворов. К середине столетия, когда начали работу полотняные фабрики, слобода выросла до 100 домов и была переименована в Хамовную.
В те же времена был построен Хамовный двор, который стал известен как Парусная фабрика. Все здания были окрашены в белый цвет, но имели крыши разных форм — в виде шатров и бочек. Здесь производили мелкие бытовые предметы и крупные товары — парусные полотна, брезент. К концу XVII века на текстильном Хамовном дворе работало 1300 человек.
Сам Хамовный двор просуществовал до начала XVIII века: тогда Пётр I основал полотняный завод в Преображенском и перестал поддерживать хамовное производство в слободе. Считается, что палаты — единственное сохранившееся сооружение Хамовной слободы. Они также были построены в последней четверти XVII века. В них находились жилые и производственные помещения.
Палаты представляют собой массивное кирпичное здание строгой формы, украшенное карнизом и окнами с витыми решётками, которые углублены в прямоугольные ниши. Постройку венчает крыша с дымниками. Здание отображает традиционные элементы жилой архитектуры допетровского времени. На первом этаже находятся две палаты с отдельными входами. На втором, куда вела наружная лестница, — две палаты с сенями и ретирадой. При археологических раскопках рядом с палатами были найдены деревянные доски для набоек, остатки ткацких станков, иглы, пуговицы и напёрстки.

## Реставрация
Палаты Хамовного двора в 1950 году начал изучать архитектор Р. Подольский. В 1970-м реставраторы Инесса Казакевич и Вера Путятина под руководством археолога Александра Векслера приступили к восстановлению памятника. Несмотря на то, что здание перестраивалось и стёсывались архитектурные детали, им удалось воссоздать первоначальную планировку, декоративное убранство и детали фасада. В результате реставрации палаты также покрыли высокой тесовой кровлей.